# Jacht op vliegen
Jacht op vliegen (Pools: Polowanie na muchy) is een Poolse filmkomedie uit 1969 onder regie van Andrzej Wajda.

## Verhaal
Een man wordt door de eerzucht van zijn vrouw gedwongen om boven zijn krachten te leven. Zijn vriendin wil dat hij een kunstenaar wordt, maar hij heeft daar eigenlijk het talent niet voor.

## Rolverdeling
| Acteur             | Personage                   |
| ------------------ | --------------------------- |
| Zygmunt Malanowicz | Wlodek                      |
| Malgorzata Braunek | Irena                       |
| Ewa Skarzanka      | Hanka                       |
| Hanna Skarzanka    | Hanka's moeder              |
| Józef Pieracki     | Hanka's vader               |
| Daniel Olbrychski  | Beeldhouwer                 |
| Jacek Fedorowicz   | Regisseur                   |
| Marek Grechuta     | Zoon van een belangrijk man |
| Irena Laskowska    | Vrouw van de uitgever       |